# Љубодраг
Љубодраг (мкд. Љубодраг) је насеље у Северној Македонији, у северном делу државе. Љубодраг припада општини Куманово.
Љубодраг има велики значај за српску заједницу у Северној Македонији, пошто Срби чине значајну мањину у насељу.

## Географија
Љубодраг је смештен у северном делу Северне Македоније. Од најближег града, Куманова, село је удаљено свега 5 km југозападно.
Село Љубодраг се налази у историјској области Жеглигово, на приближно 450 метара надморске висине. Подручје око насеља је равничарско, док се на западу издиже Скопска Црна Гора.
Месна клима је континентална са слабим утицајем Егејског мора (жарка лета).

## Становништво
Љубодраг је према последњем попису из 2021. године имао 718 становника. Почетком 20. века сеоско становништво је било подељено између оних који су се изјашњавали Србима и других који су се изјашњавали Бугарима.
Претежна вероисповест месног становништва је православље.
| Национални састав према попису из 2021.‍ | Национални састав према попису из 2021.‍ | Национални састав према попису из 2021.‍ | Национални састав према попису из 2021.‍ | Национални састав према попису из 2021.‍ |
| --------------------------------------- | --------------------------------------- | --------------------------------------- | --------------------------------------- | --------------------------------------- |
|                                         |                                         |                                         |                                         |                                         |
| Македонци                               | Македонци                               |                                         | 452                                     | 62,9%                                   |
| Срби                                    | Срби                                    |                                         | 147                                     | 20,5%                                   |
| Албанци                                 | Албанци                                 |                                         | 86                                      | 11,9%                                   |